# Пакт Бетлена-Пейера
Пакт Бетлена-Пейера (венг. Bethlen–Peyer-paktum) — тайное соглашение между руководством Социал-демократической партии Венгрии во главе с Кароем Пейером и консервативным хортистским правительством Королевства Венгрия Иштвана Бетлена, подписанное 22 декабря 1921 года. Было важной вехой «бетленовской консолидации» после войны, революционного периода, подавления Венгерской советской республики и триумфа правой контрреволюции
Согласно пакту, репрессии против социал-демократов прекращались, их ведущие активисты освобождались из заключения, а партия легализовалась и получала возможность участия в выборах, но с существенными ограничениями — ей позволялось не более 10 % мест в парламенте, запрещались всеобщие забастовки и республиканская пропаганда, членами СДПВ не могли быть госслужащие, железнодорожники и почтальоны. 
Таким образом, в обмен на урезанные уступки социал-демократы обязывались использовать свои международные связи для поддержки внешней политике правительства, отказывались от стачечной борьбы, агитационной работы среди сельскохозяйственных и железнодорожных рабочих. Кроме того, антикоммунистически настроенные лидеры социал-демократов, принадлежавшие к правореформистскому крылу партии, соглашались, что Венгерская коммунистическая партия должна оставаться запрещённой.
Хотя пакт был строго засекречен, газета СДПВ «Népszava» два года спустя, 31 декабря 1923 года, сделала его достоянием общественности. Его содержимое вызвало резкие столкновения в международном рабочем движении, поскольку пакт способствовал укреплению в Венгрии правоавторитарного хортистского режима.